# Larentia bulbulata
Larentia bulbulata är en fjärilsart som beskrevs av Achille Guenée 1868. Larentia bulbulata ingår i släktet Larentia och familjen mätare. Inga underarter finns listade i Catalogue of Life.